# Chêne-Arnoult
Chêne-Arnoult ist eine Commune déléguée in der französischen Gemeinde Charny Orée de Puisaye mit 112 Einwohnern (Stand: 1. Januar 2022) im Département Yonne in der Region Bourgogne-Franche-Comté; sie gehörte zum Arrondissement Auxerre und zum Kanton Charny.
Von 1996 bis 2014 gehörte Chêne-Arnoult zur Communauté de communes de la Région de Charny.
Chêne-Arnoult wurde am 1. Januar 2016 mit 13 weiteren Gemeinden, namentlich Chambeugle, Charny, Chevillon, Dicy, Fontenouilles, Grandchamp, Malicorne, Marchais-Beton, Perreux, Prunoy, Saint-Denis-sur-Ouanne, Saint-Martin-sur-Ouanne, Villefranche zur Commune nouvelle Charny Orée de Puisaye zusammengeschlossen.

## Geographie
Chêne-Arnoult liegt etwa 38 Kilometer westnordwestlich von Auxerre.

## Bevölkerungsentwicklung
| Jahr                      | 1962 | 1968 | 1975 | 1982 | 1990 | 1999 | 2006 | 2013 |
| Einwohner                 | 165  | 154  | 115  | 114  | 125  | 127  | 123  | 118  |
| Quelle: Cassini und INSEE |      |      |      |      |      |      |      |      |

## Sehenswürdigkeiten

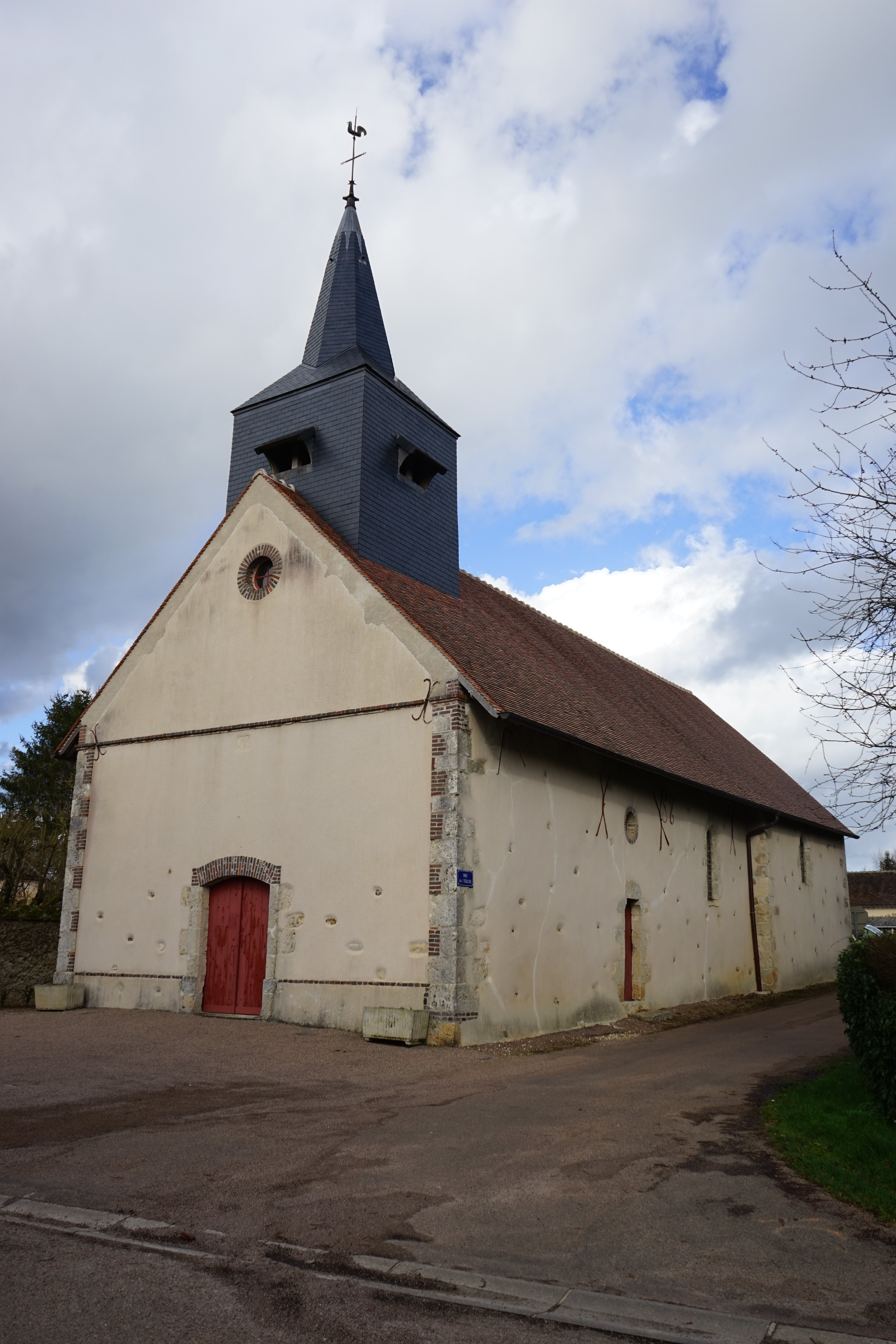
Kirche Notre-Dame

- Kirche Notre-Dame